# میمون گلوسفید
میمون گلوسفید (نام علمی: Cercopithecus albogularis) نام یک گونه از زیرخانواده دم‌درازیان است.